# Sarah Brightman In Concert With Orchestra 2014
Sarah Brightman in Concert with Orchestra 2014 es una gira de la cantante británica Sarah Brightman que comprende 8 conciertos en Europa, 10 en Japón y 1 en Taiwán. La cantante fue acompañada por una gran orquesta en cada ciudad y el tenor Erkan Aki. Esta gira NO se llama Dreamchaser porque Sarah nunca lo promocionó como tal y mucho menos en el tour Book, solo se llama Sarah Brightman in Concert With Orchestra 2014
Hay que diferenciar entre y Dreamchaser World Tour que fue a mediados de 2013 hasta febrero del 2014 y Sarah Brightman in Concert With Orchestra que fue a finales del 2014, hay un periodo de 8 meses entre ambas giras, además que el escenario es distinto, como no tener las escaleras, no tener una pantalla gigante y curva, ni plataformas que eleven a la cantante. No se incluyeron las canciones más representativas del álbum de Dreamchaser como Angel, One Day Like This, Glosoli y Closer fue de manera instrumental. Además de que el inicio de los actos 1 y 2 son los mismos que tuvo en "Sarah Brightman in Concert 2009" con Fleurs du Mal en el acto 1 y Harem en el acto 2. En comparación a Dreamchaser World Tour, que tuvo 4 músicos y 2 bailarinas, Sarah Brightman In Concert With Orchestra 2014 tuvo una gran orquesta pero sin bailarinas.
https://upload.wikimedia.org/wikipedia/commons/0/05/Sb-concert-2014-01.jpg

## Lista de canciones
1. Sanvean Instrumental
2. Gothica & Fleurs du Mal
3. Symphony
4. Who Wants to Live Forever
5. Sarabande
6. Anytime Anywhere
7. Eperdu
8. Hijo de la Luna
9. La Luna
10. It's a Beautiful Day
11. Canto Della Terra (con Erkan Aki)
12. Nessun Dorma

Intermedio de 20 minutos
1. Closer Intsrumental
2. Harem
3. Breathe Me
4. Figlio Perduto
5. Scarborough Fair
6. A Song of India
7. The Phantom of the Opera (with Erkan Aki)
8. Time to Say Goodbye
9. A Question of Honour
10. Dust in the Wind
11. I Belive in Father Christmas (sólo Taipéi)

## Fechas de la Gira
| Europa                  |                 |          |                                    |
| 9 de noviembre de 2014  | Estambul        | Turquía  | Ulker Sport Arena                  |
| 12 de noviembre de 2014 | Sofía           | Bulgaria | Arena Armeets                      |
| 13 de noviembre de 2014 | Bucarest        | Rumania  | Sala Palatului                     |
| 15 de noviembre de 2014 | Ekaterimburgo   | Rusia    | Palace Sport                       |
| 17 de noviembre de 2014 | Moscú           | Rusia    | Crocus Hall                        |
| 19 de noviembre de 2014 | San Petersburgo | Rusia    | Oktyabrskiy Big Concert Hall       |
| 21 de noviembre de 2014 | Tallin          | Estonia  | Saku Suurhall                      |
| 23 de noviembre de 2014 | Riga            | Letonia  | Arena Riga                         |
| Asia                    |                 |          |                                    |
| 29 de noviembre de 2014 | Sapporo         | Japón    | Hokkaido Prefectural Sports Center |
| 1 de diciembre de 2014  | Tokio           | Japón    | Foro Internacional de Tokio        |
| 2 de diciembre de 2014  | Osaka           | Japón    | Osaka-jō Hall                      |
| 4 de diciembre de 2014  | Hiroshima       | Japón    | Nakano Sun Plaza                   |
| 5 de diciembre de 2014  | Nagoya          | Japón    | Aichi Prefectural Gymnasium        |
| 7 de diciembre de 2014  | Sendai          | Japón    | Sekisui Heim Super Arena           |
| 8 de diciembre de 2014  | Tokio           | Japón    | Foro Internacional de Tokio        |
| 9 de diciembre de 2014  | Yokohama        | Japón    | Pacifico Yokohama                  |
| 11 de diciembre de 2014 | Tokio           | Japón    | Foro Internacional de Tokio        |
| 12 de diciembre de 2014 | Tokio           | Japón    | Foro Internacional de Tokio        |
| 14 de diciembre de 2014 | Taipéi          | Taiwán   | Taipei Arena                       |

- Datos: Q25410644